# نشوة نرجسية
النشوة النرجسية أو زيادة الحس النرجسي المشترك هما مصطلحان استخدمهما بيلا جرونبرجر لإلقاء الضوء على "الموقف النرجسي للنفس البدائية في الاتحاد النرجسي بالأم".
كما تم استخدام مصطلح النشوة النرجسية بصورة واسعة لوصف مجموعة متنوعة من الحالات، والتي تتضمن حالات الوقوع في حب والانتصار والوصول إلى فهم الذات.

## الأصول المحيطية
استخدم سيجموند فرويد مصطلح الشعور المحيطي لوصف «مرحلة مبكرة من الشعور بالذات... وهو الشعور المحيطي، الذي ربما يسعى لشيء مثل استعادة النرجسية غير المحدودة».
وبعد ذلك قام جرونبرجر وأندريه جرين "بإرجاع النرجسية إلى حالة النشوة التي تحدث في مرحلة ما قبل الولادة حيث اعتبراها حالة بيولوجية ومدفوعة". وبناء على "حالة الغبطة التي تحدث قبل الولادة، والتي بالنسبة له تميّز حياة الجنين" اعتبر جرونبرجر أن "النشوة النرجسية تعتبر ذاكرة لحالة النشوة الفريدة والمميزة؛ أي إحساس بالرفاهية المكتملة والقدرة الكلية المرتبطة بالذاكرة، واعتزاز بمعايشة هذه الحالة، وفخر في وحدانيتها "الوهمية".

## الأنا (الذات) المثالية
لقد بحث سيجموند فرويد أيضًا كيف أنه "في حالات "الهوس تلتحم الأنا والأنا المثالية معًا في حالة مزاجية من الانتصار وإرضاء الذات". وقد اعتبر جرونبرجر أن مثل هذه الحالات ترجع للخلف لتصل إلى حالة النشوة النرجسية البدائية، واعتبرها تعتمد على "آثار هذه الحالة من النشوة وجنون العظمة بالاعتماد على مفاهيم الانسجام والقدرة الكلية".
بناءً على عمله، زعم جانين شاسجيت-سميرجل أنه «بناء على ذلك تطلب النشوة النرجسية في الحقيقة التقاء الأنا والأنا المثالية مما يذيب الأنا العليا». ويمكن للمرء أن يعتبر بصفة عامة أن «الشعور بالانتصار... يجلب معه المشاعر» المحيطية«لأنها تقدم إعادة الاتحاد بالشعور بالقدرة الكلية».

## مرحلة المشي
فيما يتعلق بالمرحلة اللاحقة نسبيًا في النمو المبكر، تصف مارجريت ماهلر «ابتهاج (إثارة) الطفل في مرحلة المشي بقدرته الكلية ونشوته (بهجته) النرجسية»  أثناء تعلمه المشي - بأنه «تأثير مثير جدًا وشعور مدهش بأنه يمكنه التحرك واقفًا» - مشيرة إلى أنه «يتحقق تمامًا في اللحظة التي يكون فيها الطفل في قمة وهم امتلاك القدرة الكلية... حيث تكون نرجسيته معرضة بشكل خاص للانخفاض».
وفي أعقاب الإنجاز الجديد للطفل، «يقوم من الفجر إلى الغسق بالسير في جميع الأرجاء راقصًا رقصَ منتشٍ مترنح...حيث يخوض حالة من الحب مع نفسه لكونه ماهرًا جدًا».

## فهم الذات
يمكن أن يتم إعادة تنشيط حالة النشوة النرجسية في إطار سياق علاجي نتيجة لفهم الذات. حيث كتب إدموند برجلر أن «النشوة النرجسية تنتج عن فهم الذات»، بينما وصف هربرت روزنفيلد ما أسماه إعادة ظهور ' «العلاقات النرجسية الكلية بالآخرين» في الموقف الطبي'.
وبنحو مماثل إلى حد ما، تحدّث لاكان عن «إدمان جنون العظمة الذي [يعد] مؤشر انتهاء التحليل في الممارسة المعاصرة».

## الحب
في الحياة اللاحقة، ربما يسعى الشخص البالغ إلى «العودة إلى هذا الوضع النرجسي للذات، وخاصة من خلال الموسيقى أو الحب بشغف أو النشوة الصوفية». وبالنسبة للبعض فإن كل «غرض الحب [هو] التبادل المتساوي في جو من النشوة النرجسية المشتركة».
وقد يعتبر الآخرون أن «البحث عن الإعلاء النرجسي الصافي، وهي النشوة التي تُكتسب من خلال التأمل التخيلي للشيء»، أمرٌ عقيمٌ في النهاية ؛ ومن ثَمّ يستمرون في إدراك قوة «سحر الحب... مثل تمجيد الآخر... حالة الانبهار هذه مع الطرف الآخر تتسبب في خلق أكثر المطالب زيفًا والتي تتعلق بالإرضاء النرجسي».

## الأمثلة الثقافية
في قصة صورة الفنان عندما كان شابً، أمكن تحديد «الغرور الفكري الفاتر والنشوة النرجسية» في «التأملات العالية الطموح المنسوبة إلى ستيفن» - وهو البطل الرئيسي - فيما يتعلق بعلم الجمال.

## كتابات أخرى
- André Green, On Private Madness (1997)
- Béla Grunberger, Narcissism: Psychoanalytic Essays (1979)

## وصلات خارجية
- Michel Vincent, "Narcissism"